# Crimes à Oxford
Pour plus de détails, voir Fiche technique et Distribution.
Crimes à Oxford (The Oxford Murders) est un thriller franco-britannico-espagnol réalisé par Álex de la Iglesia, sorti en 2008.
Il s'agit de l'adaptation d'un roman du mathématicien et écrivain argentin Guillermo Martínez. 
Les rôles principaux sont tenus par Elijah Wood et John Hurt.

## Synopsis
Martin (Elijah Wood) est un étudiant nord-américain qui arrive en Angleterre pour écrire une thèse de mathématiques à l'université d'Oxford. Il est accueilli dans une famille composée d'une mère acariâtre et invalide — et de sa fille, une jeune femme qui visiblement ne supporte plus de devoir perdre sa jeunesse comme garde-malade de sa mère. Le jeune Américain a choisi cette logeuse car elle est une amie de vieille date du Pr Seldom, une sommité des mathématiques : Martin, qui est fasciné par le professeur, souhaite être introduit auprès de Seldom et devenir son élève.
Martin fait par ailleurs la rencontre de Lorna (Leonor Watling), une jolie infirmière, pendant une partie de squash. Cependant, il ne parvient pas à attirer efficacement l'attention du professeur Arthur Seldom (John Hurt), un vieil homme amer qui sait résumer avec passion la vie et la pensée de Ludwig Wittgenstein. 
Ridiculisé dans le grand amphithéâtre par le Pr Seldom, Martin décide de quitter Oxford et rentre faire sa valise. Mais il découvre sa logeuse morte, assassinée dans son fauteuil pendant sa partie de Scrabble en solitaire. 
Le professeur Seldom, qui, dit-il, « venait justement rendre visite à cette vieille amie » se trouve sur les lieux en même temps que Martin. Il lui indique aussitôt qu'il pourrait bien s'agir du premier meurtre d'une série : il a reçu une lettre annonçant ces meurtres, lettre signée d'un symbole : un cercle.  
Les deux hommes présentent cette hypothèse à la police. Beth (Julie Cox), la fille de la victime, est aussitôt soupçonnée. Mais Martin est convaincu qu'elle est innocente, et que l'explication du drame réside dans le symbole qui signe le  message d'avertissement.
Martin se met à la recherche d'une vérité complexe avec le vieil homme pour allié récalcitrant. Il découvre bientôt le collègue fou de ce dernier, ainsi que la liaison amoureuse que Seldom a eue avec Lorna — et doit éviter les avances de Beth. Un second meurtre est commis, puis un troisième. Ils sont signés, chaque fois, d'un nouveau symbole, ce qui oriente les recherches vers un tueur en série pythagoricien, qui chercherait à prouver la supériorité de son intelligence…

## Fiche technique
- Titre : Crimes à Oxford
- Titre québécois : L'Énigme d'Oxford
- Titre original : The Oxford Murders
- Réalisation : Álex de la Iglesia
- Scénario : Jorge Guerricaechevarría et Álex de la Iglesia, d'après l'œuvre de Guillermo Martínez
- Musique : Roque Baños
- Photographie : Kiko de la Rica
- Décors : Cristina Casali
- Costumes : Paco Delgado
- Montage : Alejandro Lazaro
- Producteur : Gerardo Herrero, Kevin Loader, Vérane Frédiani, Franck Ribière et Ivaro Augustin
- Budget : 8 000 000 €
- Pays d'origine :  Espagne,  France et  Royaume-Uni
- Genre : thriller
- Durée : 103 minutes (1 h 43)
- Dates de sortie :
  - Espagne : 18 janvier 2008
  - France : 26 mars 2008
  - Italie : 11 avril 2008
  - Royaume-Uni : 25 avril 2008

## Distribution

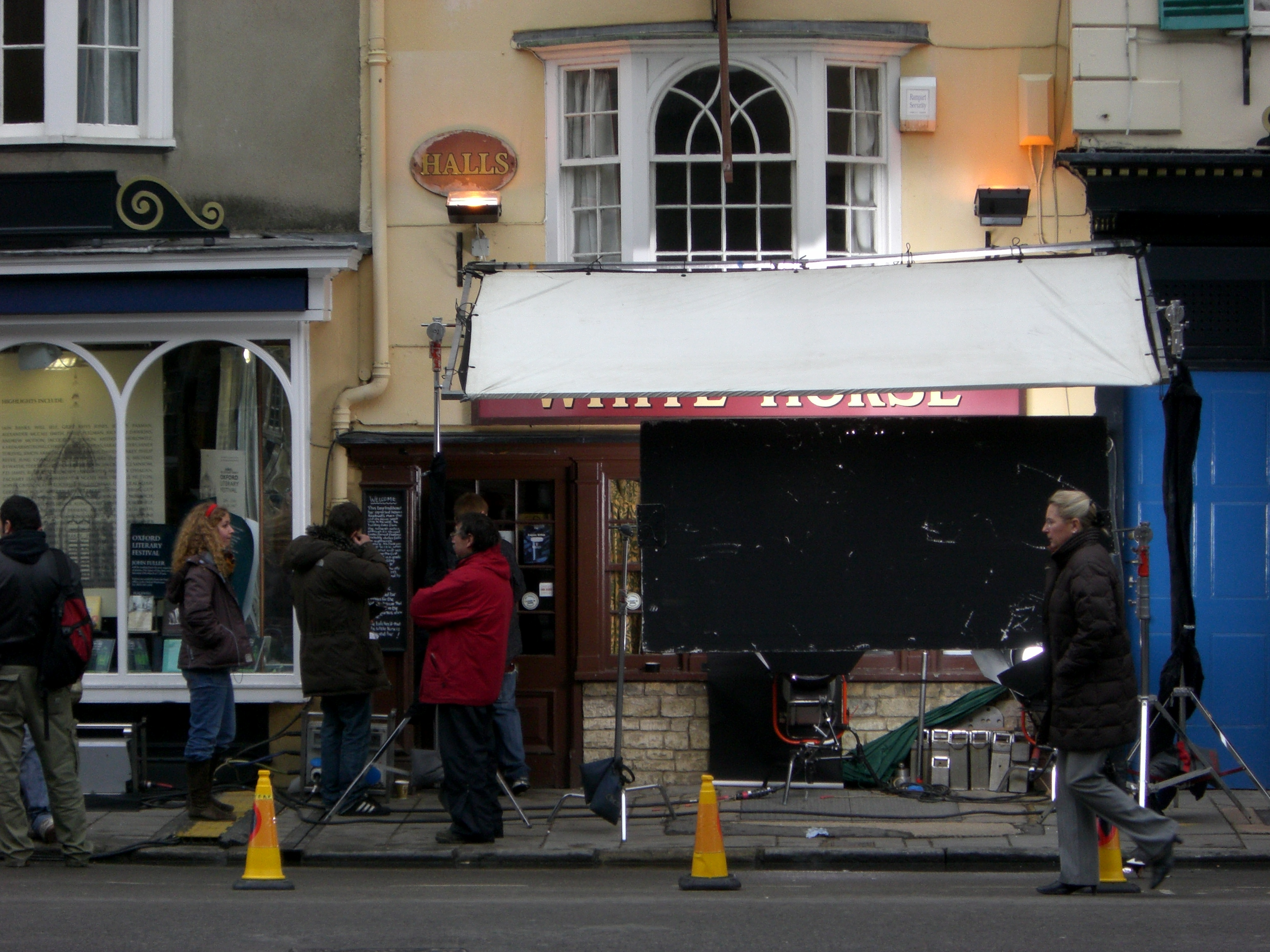
Le tournage devant le pub du White Horse, le 22 mars 2007.

- Elijah Wood (VF : Alexandre Gillet) : Martin, un étudiant en mathématiques américain
- John Hurt (VF : Féodor Atkine) : Arthur Seldom, un professeur de mathématiques hautain et cynique
- Leonor Watling (VF : Barbara Delsol) : Lorna, une infirmière anglaise amoureuse de Martin
- Julie Cox : Beth Eagleton, la fille de la logeuse de Martin
- Dominique Pinon : Frank, le père de la petite fille malade à l'hôpital (elle est en attente d'une greffe de poumons)
- Burn Gorman (VF : Xavier Fagnon) : Podorov, un étudiant étranger autiste et dérangé qui hait le professeur Seldom
- Jim Carter : l'inspecteur Petersen
- Anna Massey (VF : Mireille Delcroix) : Julia Eagleton, la mère cancéreuse de Beth
- Alex Cox : Kalman
- Tom Frederic : Ludwig Wittgenstein, le grand philosophe
- Alan David : M. Higgins
- Tim Wallers : l'avocat de la défense
- Ian East : Howard Green
- Charlotte Asprey : la femme d'Howard Green
- Michael Mears : un mathématicien
- Danny Sapani : Scott
- Doug Kirby : l'agent de sécurité
- James Weber-Brown : le médecin
- Roque Baños : le chef d'orchestre
- Martin Nigel Davey : le professeur Wilkes

## Commentaires

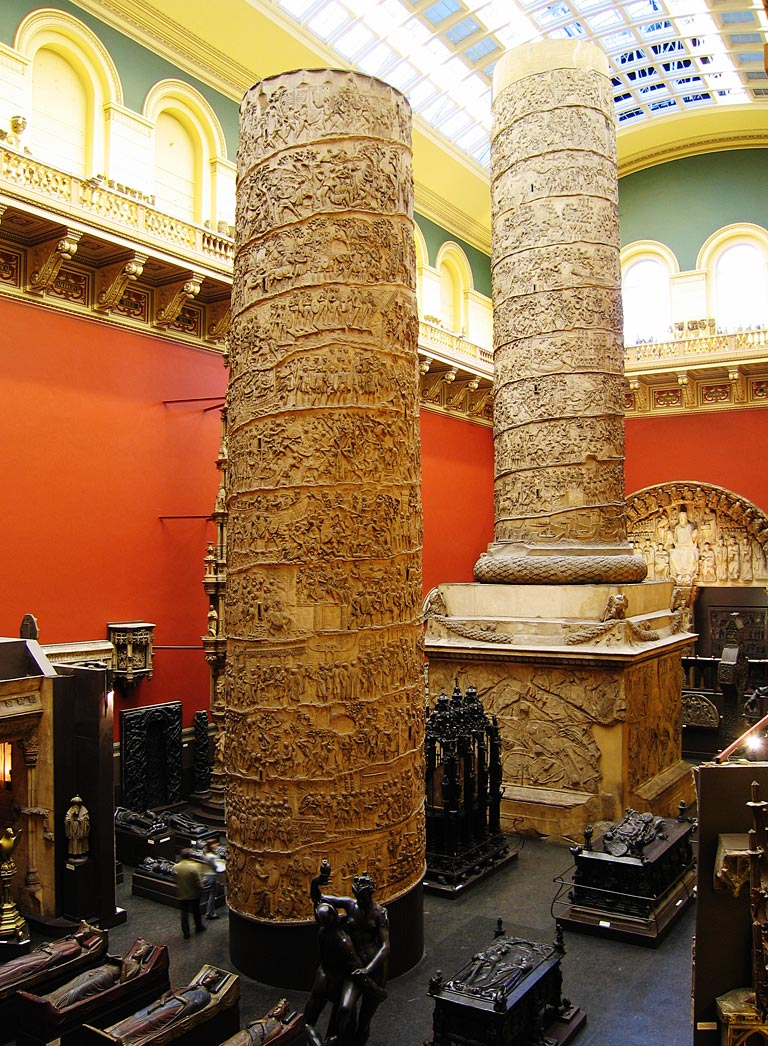
La salle des faux au Victoria and Albert Museum de Londres, cadre de la scène finale du film.

Le film est une coproduction hispano-franco-britannique, réalisée par l'Espagnol Álex de la Iglesia. L'acteur mexicain Gael García Bernal est d'abord pressenti pour le rôle principal. Finalement, il est annoncé le 26 décembre 2006 par Tornasol Films que l'acteur américain Elijah Wood a été retenu. Pour le rôle du professeur, Michael Caine a été envisagé un moment, de même que Jeremy Irons.
Le réalisateur tient à jour un blog durant le tournage du film. Habitué des comédies noires, il s'agit de son premier film dramatique. Le tournage se déroule du 22 janvier 2007 au 24 mars 2007, principalement à Oxford, mais aussi, pour la scène finale, au Victoria and Albert Museum de Londres.